# Adontosternarchus
Adontosternarchus és un gènere de peixos pertanyent a la família dels apteronòtids.

## Distribució geogràfica
Es troba a Sud-amèrica.

## Taxonomia
- Adontosternarchus balaenops (Cope, 1878)[5]
- Adontosternarchus clarkae (Mago-Leccia, Lundberg & Baskin, 1985)[6]
- Adontosternarchus devenanzii (Mago-Leccia, Lundberg & Baskin, 1985)[6]
- Adontosternarchus nebulosus (Lundberg & Fernandes, 2007)[7]
- Adontosternarchus sachsi (Peters, 1877)[8][9][10][11][12][13][14]